# Маркос Перес Хіменес
Маркос Евангеліста Перес Хіменес (ісп. Marcos Evangelista Pérez Jiménez; 25 квітня 1914 — 20 вересня 2001) — державний та військовий діяч Венесуели. Тимчасовий президент у 1952—1953 роках, президент у 1953—1958 роках.

## Біографія
Маркос Перес Хіменес народився 25 квітня 1914 року в місті Мічелена штату Тачіра в родині землевласника Хуана Переса Бустаманте та шкільної вчительки Адели Хіменес. Закінчив початкову школу в Мічелені й коледж «Gemios Unidos» в колумбійському місті Кукута.
Військову кар'єру розпочав у віці 17 років, у 1931—1934 роках навчався у Військовій академії, яку закінчив у званні молодшого лейтенанта. Артилерист. Пройшов спеціалізовані артилерійські курси (1939) й командно-штабні курси (1940) військової академії «Чоррільяс» у Перу, де подружився з майбутнім перуанським диктатором Мануелем Одріа, а 1941 року, після повернення на батьківщину, отримав звання капітана. Був призначений на посаду відповідального за піхотну й артилерійську підготовку у Військовій школі.
20 січня 1944 року був призначений на посаду начальника 1-го відділу Генерального штабу армії. Відзначився під час перевороту 18 жовтня 1945 року, який було проголошено «Жовтневою революцією», отримав звання майора та був призначений на пост начальника штабу армії.
У 1946–1948 роках — начальник генерального штабу. У званні підполковника брав участь в усуненні конституційного уряду Ромуло Гальєгоса (1947—1948). У 1948—1952 роках був членом ійськової хунти й міністром оборони. 1950 року після убивства Карлоса Дельгадо Чальбо, в організації якого опозиційні політики підозрювали Переса Хіменеса, останній став фактичним главою уряду.
2 грудня 1952 року проголошений військовиками тимчасовим президентом Венесуели, з 19 квітня 1953 до 23 січня 1958 року — президент країни. Установив у країні авторитарний політичний режим. Були заборонені політичні партії, натомість прибутки від видобутку нафти спрямовувались на будівництво житла для робітників і службовців, до країни залучались освічені іммігранти з Європи, поступово підвищувався рівень життя населення.
1957 року отримав звання генерал-майора.
У січні 1958 року був усунутий від влади в результаті народного повстання в Каракасі, підтриманого військовиками. Перес Хіменес втік до Домініканської республіки, а потім до США.
Після цього проживав на віллі вартістю 400 000 доларів поблизу Маямі, в американській пресі йменувався коротко — «Пі Джі» (P.J.). Коли під тиском громадської думки Венесуели було видано ордер на його арешт, Перес Хіменес прибув до в'язниці графства Дейд з орденом Легіону слави США, наданим «за видатну політику іноземних капіталовкладень». Звинувачений у привласненні 14 млн доларів. Перебував в ув'язненні під № 505 в одномісній камері міської в'язниці Маямі. 12 серпня 1963 року держсекретар США Дін Раск заявив про рішення видати Переса Хіменеса Венесуелі за умови, що судове переслідування обмежиться тільки звинуваченнями в шахрайстві. 13 серпня 1963 року, коли літак уже чекав, адвокати Переса Хіменеса домоглись відтермінування видачі, але вже 16 серпня Переса Хіменеса було доставлено літаком до Венесуели.
Був ув'язнений у тюрмі Модело в Каракасі, потім упродовж півтора року утримувався в одномісній камері в місті Сан-Хуан-де-лос-Моррос. 1965 року рішенням Верховного суду Венесуели був засуджений до 13 років і 4 місяців в'язниці. У серпні 1968 року, відсидівши загалом 5 років, Перес Хіменес був звільнений та емігрував до Іспанії, заочно очоливши створену 1965 року його прибічниками партію Націоналістичний цивільний хрестовий похід. В середині березня 1973 року приїжджав на батьківщину, маючи намір виставити свою кандидатуру на президентських виборах, але під тиском громадської думки був змушений залишити країну.
У 1990-их роках відхилив пропозицію президента Рафаеля Кальдери повернутись на батьківщину, а 1999 відмовився приїхати на інавгурацію президента Уго Чавеса.
Маркос Перес Хіменес помер 20 вересня 2001 року в Мадриді від серцевого нападу. Британська «The Guardian» відзначала з цього приводу, що одним він запам'ятався як безжалісний диктатор, який правив через цензуру, тортури і вбивства, а іншим — як втілення військової ефективності й політичної авторитарності. Перес Хіменес став останнім представником «доби великих диктаторів Латинської Америки» 1940—1960-их років. Як парадокс газета наводила поширену сентенцію венесуельського поета Андреса Елоя Бланко, який втік з країни, рятуючись від гонінь військового режиму: «Добрі сини Венесуели помирають за кордоном, натомість погані сини завжди живуть удома».